# جد هاريس
جد هاريس (بالإنجليزية: Jed Harris)‏ هو منتج أفلام وكاتب سيناريو ومخرج أمريكي، ولد في 25 فبراير 1900 في لفيف في أوكرانيا، وتوفي في 15 نوفمبر 1979 في نيويورك في الولايات المتحدة.

## وصلات خارجية
- جد هاريس على موقع IMDb (الإنجليزية)
- جد هاريس على موقع قاعدة بيانات برودواي على الإنترنت (الإنجليزية)
- جد هاريس على موقع قاعدة بيانات الفيلم (الإنجليزية)